# Bianca Teresa Massei Bonvisi
Bianca Teresa Massei (Badia di Cantignano, 17 luglio 1657 – Lucca, 31 gennaio 1714) è stata una filantropa italiana.

## Biografia
Bianca Teresa Massei Bonvisi nacque a Badia di Cantignano (Lucca) da Pietro Massei e da Margherita Guinigi, membri di due nobili e ricchissime famiglie lucchesi. La madre di Bianca era considerata da tutta la popolazione di Cantignano come una donna onesta e bellissima, e il padre era reputato un brav'uomo fedele a Dio.
I coniugi Massei ebbero tre figli ma due morirono in giovane età e l'unica erede rimasta fu Bianca Teresa che ricevette i primi insegnamenti di un'istruzione civile e religiosa dal vicario della chiesa di Badia. Compiuti i dodici anni di età, Bianca Teresa abbandonò Cantignano per continuare i suoi studi nel monastero delle suore di San Giovanetto, dove erano istruite le giovani delle migliori famiglie lucchesi e due anni dopo, precisamente il 26 gennaio del 1671, si sposò con il nobile Bonviso Bonvisi.
La famiglia Bonvisi fu una delle dinastie più importanti della storia lucchese poiché possedeva vaste terre in tutto la zona di Cantignano e, grazie all'aiuto di esponenti di alto grado ecclesiastico, possedeva anche cappelle private nelle principali chiese di Lucca. Dopo un anno di matrimonio, Bianca e Bonviso ebbero il primo figlio, Alessandro, e negli anni successivi ne seguirono altri sei ma due morirono in giovane età. I coniugi Massei decisero di far educar i propri figli dalle balie e dagli istruttori ecclesiastici o laici, mandandoli in seguito nei migliori collegi della zona.
Alla fine del XVII secolo la famiglia Massei trascorse un periodo di grande sofferenza poiché, all'età di sedici anni, morì una delle figlie più care di Bianca Teresa che, in seguito a questa disgrazia si rinchiuse in un profondo dolore.
Il marito, Bonvisi, rammaricato per il patimento della moglie, la portò con sé a Roma in occasione del Giubileo del 1700 ma, tornata a Lucca, Bianca Teresa cominciò ad allontanarsi sempre più dalla religione. Tuttavia, grazie all'aiuto del parroco Ludovico Marracci, priore della congregazione dei Chierici regolari della Madre di Dio, Bianca si riavvicinò alla religione e nei primi anni del Settecento, si convertì alla fede Cristiana liberandosi dal dubbio e dalla sofferenza patita per molti anni.
Dopo la conversione, Bianca Teresa, in occasione del matrimonio del figlio Alessandro con la nobile Maria Lavinia Arnolfini, incitò il marito a cedere tutte le ricchezze della famiglia fatta eccezione per il palazzo di Badia di Cantignano che fu adibito a comoda abitazione diventando la dimora preferita di Bianca Teresa. La signora Bonvisi amava aiutare il prossimo con opere di beneficenza, offrendo quotidianamente elemosine alle persone povere e indisposte e, aiutando i più bisognosi con quantità di cibo e altri viveri per poterli sfamare. In questo periodo, inoltre, Bianca e suo marito fecero un pellegrinaggio caratterizzato da diverse tappe; infatti, andarono a Cortona per pregare S. Margherita, che Bianca aveva scelto come sua protettrice e modello, proseguirono verso Assisi per venerare il corpo di S. Francesco e infine raggiunsero Loreto per ottenere la protezione della Madre di Dio.
Verso la fine del 1713 Bianca dovette trasferirsi nel palazzo di Lucca in seguito alla scoperta di un tumore maligno che stava lentamente devastando il suo corpo. Trasferita nel palazzo di Lucca, i medici iniziarono le varie cure ma, nonostante i dilanianti dolori, la signora Bonvisi continuava a essere serena e a non lamentarsi. Cessò di vivere all'età di sessant'anni  il 31 gennaio 1714 e, per sua volontà, i funerali si svolsero nella Chiesa di S. Maria Conteorlandini.
Bianca Teresa Massei Bonvisi non è stata canonizzata, ma, anche se il processo di beatificazione non è andato a buon fine, il suo ricordo, divenuto ormai una leggenda, è ancora vivo fra la gente di Cantignano.
Il Parroco Marracci compose la seguente epigrafe per il sepolcro di Bianca Teresa:
(autore:Marracci)